# روفوس جي. راسيل
روفوس جي. راسيل (بالإنجليزية: Rufus G. Russell)‏ هو مهندس معماري أمريكي، (و. 1823  م).